# Luftangriffe auf Wien
Über 50 Luftangriffe auf Wien fügten der Stadt Wien während des Zweiten Weltkrieges schwere Schäden zu. Die Luftangriffe wurden von Einheiten der britischen Royal Air Force (RAF) und den United States Army Air Forces (USAAF) ausgeführt. Der schwerste Angriff auf das Gebiet von Groß-Wien erfolgte am 12. März 1945. Dabei wurden etliche Gebäude und Kulturdenkmäler zerstört oder schwer beschädigt. Bei den insgesamt 52 größeren Luftangriffen auf Wien wurden fast 9000 Menschen getötet und rund 37.000 Wohnungen zerstört. Im Gegensatz zu anderen Großstädten des Deutschen Reiches waren aber die Bombenangriffe und deren Auswirkungen auf Wien weit geringer und es blieb daher auch nach dem Krieg die alte Bausubstanz der Stadt weitgehend erhalten.

## Die Entwicklung der Angriffe

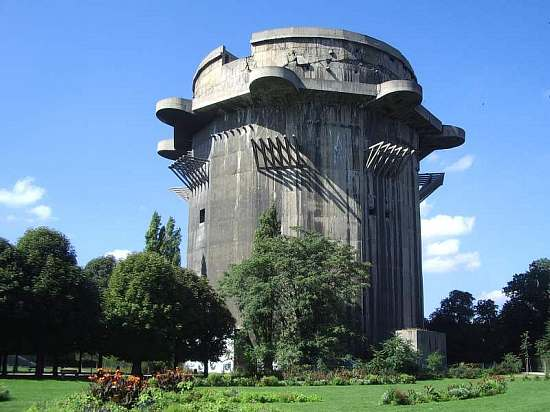
Der Gefechtsturm im Augarten gehörte zu den sechs großen Wiener Flaktürmen

Da das Gebiet des „Reichsgaus Groß-Wien“ bis 1943 nicht bombardiert wurde beziehungsweise an der Grenze der Reichweite britischer und US-amerikanischer Langstreckenbomber beziehungsweise der Begleitjäger lag, galt die Stadt gemeinsam mit dem restlichen Österreich im Luftkrieg des Zweiten Weltkriegs lange als „Luftschutzkeller des Deutschen Reiches“ (auch ‚Reichsluftschutzkeller‘ genannt). Erst nach der Alliierten Invasion Italiens im September 1943 geriet auch Wien in die direkte Reichweite der bei Foggia stationierten 15. US-Luftflotte.
Schon von Stützpunkten in Nordafrika aus griffen aber Bomber der 9. US-Luftflotte am 13. August 1943 die Wiener Neustädter Flugzeugwerke an. Bei diesem ersten Angriff wurde die Luftverteidigung vollständig überrascht; bei ihrem zweiten Angriff auf die Flugzeugwerke am 1. Oktober 1943 erlitten die angreifenden US-Flugzeuge empfindliche Verluste. Der Schock des ersten Luftangriffs auf Wiener Neustadt und die daraus gewonnenen Erkenntnisse führten zu einem verstärkten Ausbau der Luftverteidigungskräfte in Wien.
Wien wurde erstmals am 17. März 1944 getroffen. Primär sollten bei diesem Angriff durch Verminung der Donau die Tankschifffahrt und die Raffinerie Floridsdorf getroffen werden.
Am 16. Juli 1944 wurden die Bezirke Favoriten, Simmering, Döbling, Floridsdorf und Klosterneuburg bombardiert. Nach Bombentreffern brannten die fünf Simmeringer Gasometer aus und es gab schwere Schäden im Fasanviertel.
Bei einem Angriff am 23. August 1944 waren Margareten, Schwechat, Mödling, Liesing und Favoriten betroffen. Im Zirkus Rebbernig entfloh nach einem Bombentreffer ein Tiger; er wurde erlegt.
Nach der „Operation Overlord“, der alliierten Landung in der Normandie am 6. Juni 1944, wurde ein Großteil der deutschen Luftwaffe nach Westen verlegt. Trotz der dadurch verringerten Gegenwehr mussten die amerikanischen und britischen Luftstreitkräfte in dieser Zeit ihre größten Verluste hinnehmen. In einigen Fällen konnte ein Zehntel von 550 Bombern eines Geschwaders zum Absturz gebracht werden. Die Jagdflugzeuge der Luftwaffe waren trotz ihrer numerischen Unterlegenheit noch sehr effektiv. Unterstützt wurde sie von dem Ring aus Flakgeschützen, der um die Stadt angelegt war, sowie den drei Paaren Wiener Flaktürme, die 1944 im Stadtgebiet errichtet worden waren. Der militärische Nutzen der Flaktürme war allerdings fraglich, da die feindlichen Bomber in großen Höhen flogen. Entscheidend für den Abwehrerfolg war die notwendige Beschussintensität als Ausgleich für die Ziel- und Schussungenauigkeiten, um einen Bomber vom Boden aus abzuschießen. Dafür wurden etwa 5000 Schuss mit dem leichten und etwa 3400 Schuss mit dem schweren Kaliber abgeschossen. Bei Tag wurde nur eine von 125 Maschinen abgeschossen, bei Nacht eine von 145 Maschinen. Allerdings wurden rund ein Drittel der Maschinen stark beschädigt.
Wegen des ab Herbst 1944 immer größer werdenden Mangels an hochoktanigem Flugbenzin lag dann die Luftabwehr hauptsächlich nur noch bei den Flakverbänden der Luftwaffe, da nach den alliierten Bombenangriffen auf die Hydrierwerke (→ Mineralölsicherungsplan) sowie die Erdölraffinerien (→ Luftangriffe auf Ploiești) die Benzinproduktion völlig zusammengebrochen war. Wurden im April 1944 noch 175.000 Tonnen Treibstoff raffiniert, waren es im September nur noch 5.000 Tonnen. Auch der im Juni 1944 aufgestellte Mineralölsicherungsplan („Geilenberg-Programm“) konnte den Treibstoffmangel als schwächsten Punkt in der Kriegsführung der Wehrmacht nicht beheben. Gegen Kriegsende war der Mangel an Motoren- und Flugbenzin bei der deutschen Luftwaffe allgegenwärtig, und ab Februar 1945 hatten die Alliierten die absolute Luftherrschaft. Um dann zusätzlich die Abschüsse durch die deutsche Flak zu reduzieren, konnten die alliierten Bomberverbände aufgeteilt und die Angriffe in mehreren, kleineren Formationen geflogen werden.
Am 10. September 1944 kam es zum ersten Großangriff aus der Luft auf Wien. Rund 350 US-Bomber warfen ihre Bomben ab; neun Bezirke samt der Freyung, des Alten Rathauses, des Innenministeriums sowie des Heiligenkreuzer Hofes wurden getroffen und 791 Menschen getötet.
Am 17. Oktober 1944 waren die von den Luftangriffen betroffenen Bezirke Leopoldstadt, Landstraße, Wieden, Margareten, Favoriten, Simmering, Meidling, Hietzing, Penzing, Rudolfsheim-Fünfhaus, Döbling, Floridsdorf und Donaustadt. Beschädigt wurden die Karlskirche und das Schloss Belvedere.
Bei Angriffen am 5. November und 6. November 1944 gab es Schäden in der Inneren Stadt, Leopoldstadt, Landstraße, Wieden, Margareten, Josefstadt, Mariahilf, Alsergrund, Favoriten, Simmering, Meidling, Hernals, Währing, Döbling, Brigittenau, Floridsdorf, Mödling und Liesing.
Am 15. Jänner 1945 wurden die Bezirke Innere Stadt, Leopoldstadt, Landstraße, Josefstadt, Alsergrund, Penzing, Rudolfsheim-Fünfhaus, Ottakring, Hernals, Währing, Döbling und Floridsdorf getroffen.
Bekannt ist der Angriff vom 19. Februar 1945, weil neben den Bezirken Favoriten, Meidling und Hietzing auch das Schloss Schönbrunn mit dem Tiergarten bombardiert wurde. Von den 3500 Tieren im Tiergarten Schönbrunn überlebten nur 1500.

## Taktiken
Über die Ziele der Luftangriffe waren sich die Alliierten bereits 1943 einig, nicht aber über die Art der Bombardements. Die Royal Air Force flog ihre Angriffe großteils in der Nacht, da die Abschussrate durch Flak und Jäger geringer war, jedoch wurde auch die eigene Treffgenauigkeit eingeschränkt, da nachts strikte Verdunkelung vorgeschrieben war. Einwohner, welche ihre Fenster nicht lichtdicht machten, wurden bei der Gestapo angezeigt. Um das Ziel dennoch zu treffen, wurden von speziellen Zielmarkierer-Bombern der RAF zu Beginn des Angriffs Leuchtbomben (sogenannte „Christbäume“) abgeworfen, um das Ziel für die nachfolgende Bomberflotte kenntlich zu machen. Auch flogen die Briten nicht in fixen Formationen wie die Amerikaner, sondern jeder Bomber musste das Ziel selbstständig anvisieren.
Im Gegensatz dazu griff die 15. US-Luftflotte von ihren Basen bei Foggia (Italien) aus fast gänzlich während des Tages an, um sogenannte Präzisionsangriffe ausführen zu können. Auch flogen die amerikanischen Flugzeuge in fixen Formationen, geschützt von Begleitjägern gegen Angriffe durch deutsche Jäger. Der Bombenabwurf geschah auf Befehl der Führungsmaschine. Selbst gegen Ende des Krieges hatten die Alliierten keinen Konsens in der Taktik gefunden. Das Ergebnis davon war das sogenannte „Around-the-clock-bombing“, da Bomber bei jeder Tageszeit auftauchten.
Anders als Städte etwa in der heutigen Bundesrepublik blieben österreichische Städte von Flächenbombardements mit konventionellen Bomben und Brandbomben weitestgehend verschont. Auch wenn es zu Fehlern kam, wurde auf dem österreichischen Gebiet mit anderer Taktik agiert als im „Altreich“. Das heutige Österreich war ab dem Sommer 1943 Ziel der alliierten strategischen Bomberverbände, wobei der Fokus bis Mitte 1944 fast ausschließlich auf die „Wiener Neustädter Flugzeugwerke“ beziehungsweise die Rüstungsindustrie im Raum Linz und Steyr lag. Über den amerikanischen Office of Strategic Services waren die alliierten Generalstäbe durch die Widerstandsgruppe rund um Kaplan Heinrich Maier, welche den Bombenkrieg weg von Wohngebieten hin zur Rüstungsindustrie verlagern wollte, über genaue Lageskizzen der dann getroffenen Rüstungsindustrie informiert. Nachdem diese weitgehend zerstört waren, wurde die Erdölindustrie im Wiener Raum angegriffen und schließlich ab Ende 1944 die Transportknotenpunkte der Deutschen Reichsbahn. Auch wurden über österreichischem Gebiet viel öfter Flugzettel mit Aufrufen zur Kapitulation abgeworfen. Der Grund hierfür war, dass die Alliierten Österreich als ein Opfer Hitlerdeutschlands sahen, das es vom Nationalsozialismus zu befreien galt.

## Auswirkungen
Die Auswirkungen des strategischen Bombardements wurden von den Alliierten vorerst stark überschätzt, denn anfänglich konnte die Rüstungsindustrie ihre Produktion trotz Bombardierungen noch steigern. Die Fabriken wurden in bombensichere Gebiete verlagert (beispielsweise in die Seegrotte Hinterbrühl) oder versteckt und der verstärkte Einsatz von Kriegsgefangenen und KZ-Häftlingen bei Sklavenarbeit in der Rüstungsindustrie bot den Nazis zusätzlich ein großes Arbeitskräftepotenzial.
Die großen Ölraffinerien und Hydrierwerke dagegen konnten weder versteckt noch verlagert werden. Auch wurde die Tankschifffahrt durch Verminung der Wasserstraße Donau behindert, so dass die Lieferungen von Erdöl aus den rumänischen Fördergebieten um Ploiești ausblieben. Zwischen dem 13. Juli 1941 und dem 19. August 1944 flogen die Alliierten zahlreiche Luftangriffe auf Ploiești; am 24. August 1944 wurden die Raffinerieanlagen von der Roten Armee besetzt.
Die Verkehrsinfrastruktur, die gegen Ende des Krieges primäres Angriffsziel war, wurde zwar beeinträchtigt, doch kamen Verkehr, Transporte, Versorgung und Nachschub nicht zum Erliegen. Schon vor Beginn des Bombenkriegs wurden Umfahrungen für die Verkehrsknotenpunkte errichtet bzw. ausgebaut.
Das Gesamtausmaß der Kriegssachschäden an Gebäuden wurde 1946 vom Wiener Stadtbauamt erfasst und ist heute in Form eines elektronischen Stadtplans frei zugänglich. Insgesamt forderten die Luftangriffe der USA und Großbritanniens unter der Wiener Zivilbevölkerung 8.769 und 1.103 „ortsfremde“ Tote. 21 Prozent der Häuser Wiens (21.317) und 2,8 Millionen Quadratmeter Dächer wurden zerstört beziehungsweise beschädigt. 36.851 Wohnungen waren dabei total und 50.024 teilweise zerstört. Es gab schwere Schäden an der städtischen Infrastruktur, wie an Kanälen, Wasser- und Gasleitungen, Brücken, Straßenbahnwagen und Motorfahrzeugen des städtischen Fuhrparks.

## Schwerster Angriff am 12. März 1945

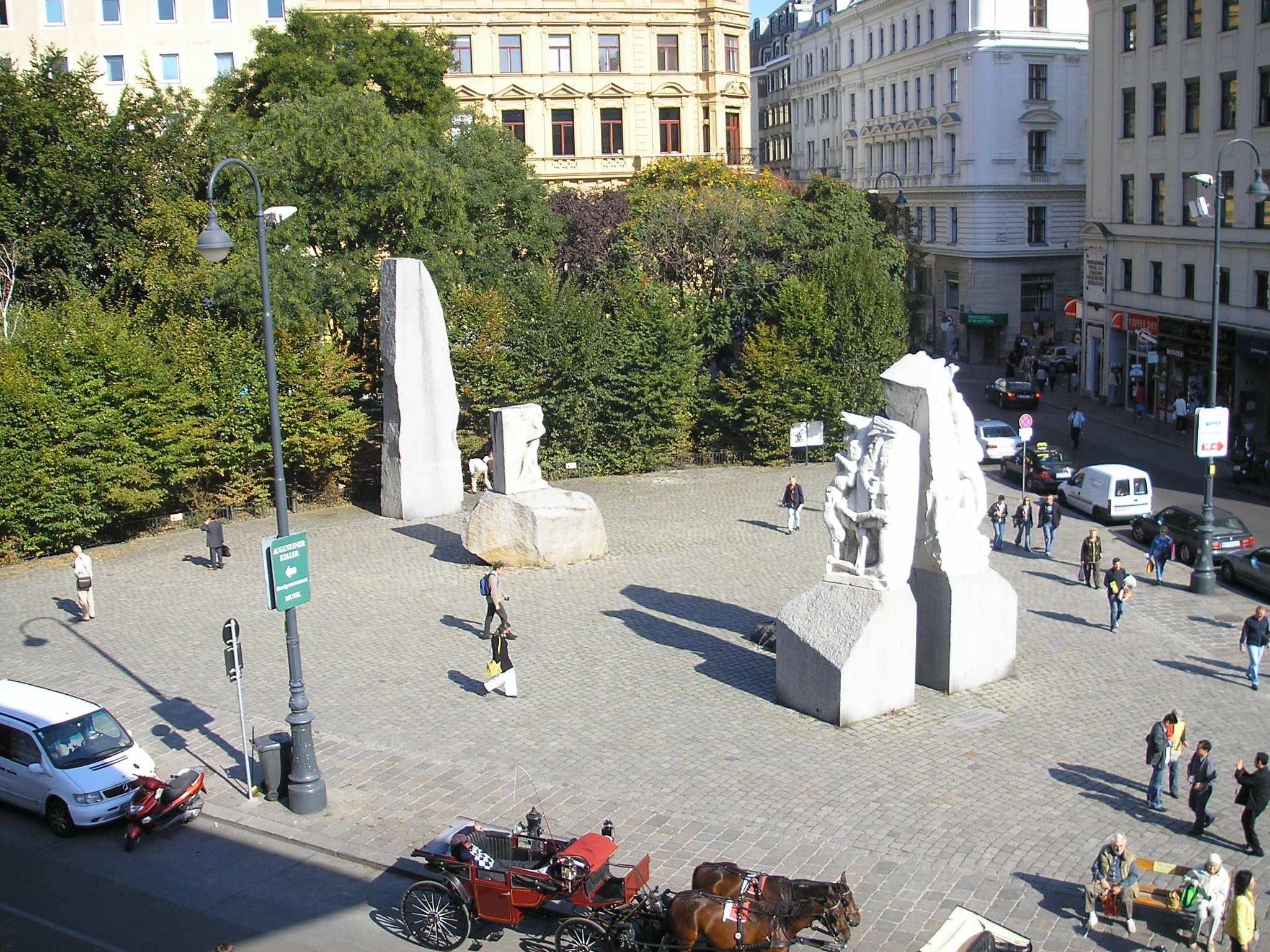
Das Mahnmal gegen Krieg und Faschismus an der Stelle des zerstörten Philipphofs

Am siebenten Jahrestag des Anschlusses bestand wegen des herannahenden schlechten Wetters die Hoffnung, dass Bombardements ausbleiben würden. Dennoch startete die US-Luftwaffe in Foggia den größten Bombenangriff, der je gegen österreichisches Gebiet geflogen wurde.
Geplantes Ziel war die Ölraffinerie in Floridsdorf, die von Norden her angeflogen werden sollte. 747 Bomber, begleitet von 229 Jagdflugzeugen, bombardierten 1½ Stunden lang die Stadt. Die Ölraffinerie, etwa sechs Kilometer nordnordöstlich vom Zentrum gelegen, bekam aber keinen schweren Treffer ab. Getroffen wurden Teile des Stadtzentrums von Wien: Die Staatsoper  brannte aus, der Heinrichshof, das Burgtheater, die Albertina und der Messepalast wurden beschädigt und der Philipphof stürzte komplett ein. Rund 200 Menschen, die in dem als besonders sicher geltenden Luftschutzkeller darunter Schutz gesucht hatten, starben. Bis heute liegen die meisten von ihnen unter dem Platz begraben, auf dem seit 1988 das von Alfred Hrdlicka errichtete Mahnmal gegen Krieg und Faschismus steht. Erheblich beschädigt wurden auch das Kunsthistorische Museum, die Hofburg, das Volkstheater und die Wiener Elektrische Stadtbahn. Auch das Hauptquartier der Gestapo in Wien, das Hotel Métropole am Morzinplatz und andere Gebäude am Donaukanal wurden zerstört. Das Naziregime verurteilte dieses Bombardement als „Terror gegen Wien“ und beschuldigte die Alliierten, sie hätten Löschmannschaften mit Tieffliegern beschossen.
Offiziell war die Sicht wetterbedingt zu schlecht, um das Ziel exakt anvisieren zu können. Fotos von diesem Tag, aufgenommen direkt nach dem Angriff, zeigen aber einen wolkenlosen Himmel. Militärexperten nehmen heute an, dass die Bomben falsch bzw. zu spät abgeworfen wurden.

## Statistik
| Stadt        | Angriffe | Bomben     | Tote | Gebäudeschäden | in % des Bestandes |
| ------------ | -------- | ---------- | ---- | -------------- | ------------------ |
| Graz         | 56       |            | 1980 | 1200           | 33                 |
| Innsbruck    | 22       |            | 504  | 344            | 60                 |
| Klagenfurt   | 48       |            | 477  | 434            | 69                 |
| Linz         | 22       |            | 1679 | 691            | 33                 |
| Salzburg     | 16       |            | 531  | 423            | 32                 |
| St. Pölten   | 10       |            | 591  | 71             | 39                 |
| Villach      | 37       | ca. 42.500 | 266  | 478            | 85                 |
| Wien         | 53       | > 100.000  | 8769 | 6214           | 28                 |
| Wr. Neustadt | 29       | ca. 55.000 | 790  | 1707           | 88                 |

Grundsätzlich hing die Treffergenauigkeit der Bomberbesatzungen sehr vom Wetter ab. Bei guter Sicht schlugen rund 40 % der Bomben innerhalb von 300 Metern ein, weitere 20 % innerhalb von 600 Metern und 40 % außerhalb von 600 Metern. Bei totaler Bewölkung trafen trotz Zielgerät nur 0,2 % der Bomben das Ziel in einem Radius von 300 Metern.

## Rezeption
Robert Seethaler beschließt seinen Roman Der Trafikant (2012) mit dem schwersten Angriff auf Wien am 12. März 1945.